# Stearman XA-21
Stearman XA-21 (oznaczenie fabryczne Model X-100) − prototypowy samolot bombowy zaprojektowany i zbudowany w zakładach Stearman Aircraft w 1939. Samolot powstał w odpowiedzi na zapotrzebowanie United States Army Air Corps (USAAC) na lekki bombowiec/samolot szturmowy.Samolot nie wszedł do produkcji seryjnej z powodu niewystarczających osiągów, zbudowano tylko jeden prototyp.

## Tło historyczne
W marcu 1938 USAAC ogłosił konkurs na nowy lekki bombowiec (w niektórych źródłach określany jako średni bombowiec). Według specyfikacji USAAC (Circular Proposal 38-385/Specification Number 98-102) miał być to dwusilnikowy samolot o zasięgu przynajmniej 1200 mil (promieniu działania 600 mil), prędkości przelotowej wynoszącej przynajmniej 200 mil na godzinę i udźwigu bomb wynoszącym przynajmniej 1200 funtów (odpowiednio - 1931 km, 321 km/h i 544kg). Jedną z wytwórni która zdecydował się wziąć udział w konkursie była firma Stearman Aircraft. Jeszcze w czasie trwania prac projektowych została ona przejęta przez Boeinga, ale powstały samolot nosił nazwę macierzystej firmy. Był to pierwszy jednopłat o całkowicie metalowej konstrukcji zaprojektowany przez Stearmana. Oprócz Modelu X-100 do konkursu stanęły jeszcze trzy inne samoloty - Douglas Model 7B (późniejszy Douglas A-20 Havoc), Martin 167 (późniejszy Martin Maryland) i North American NA-40.

## Opis konstrukcji
Stearman Model X-100 był dwusilnikowym górnopłatem o konstrukcji klasycznej, całkowicie metalowej. Samolot miał proste, zbieżne skrzydła, na prawie całej długości krawędzi spływu umieszczono klapy Fawlera.
Elektrycznie sterowane podwozie samolotu miało układ klasyczny z kołem ogonowym, podwozie główne składało się do tyłu do gondoli silnikowych, część kół wystawała na zewnątrz po wciągnięciu podwozia.  
Załogę samolotu stanowiły trzy osoby - pilot, bombardier/strzelec i radiooperator/strzelec. W pierwszej wersji samolotu pilot zajmował pozycję bezpośrednio na bombardierem w przeszklonym nosie samolotu.
Uzbrojenie obronne stanowiło pięć karabinów maszynowych kalibru 7,62 mm, samolot uzbrojony był także w cztery nieruchome karabiny maszynowe strzelające do przodu umieszczone po dwa w każdym skrzydle.
Napęd samolotu stanowiły eksperymentalne, 14-cylindrowe silniki gwiazdowe typu Pratt & Whitney R-2180-7 o mocy 1400 KM każdy z metalowymi śmigłami Hamilton Standard.

## Historia

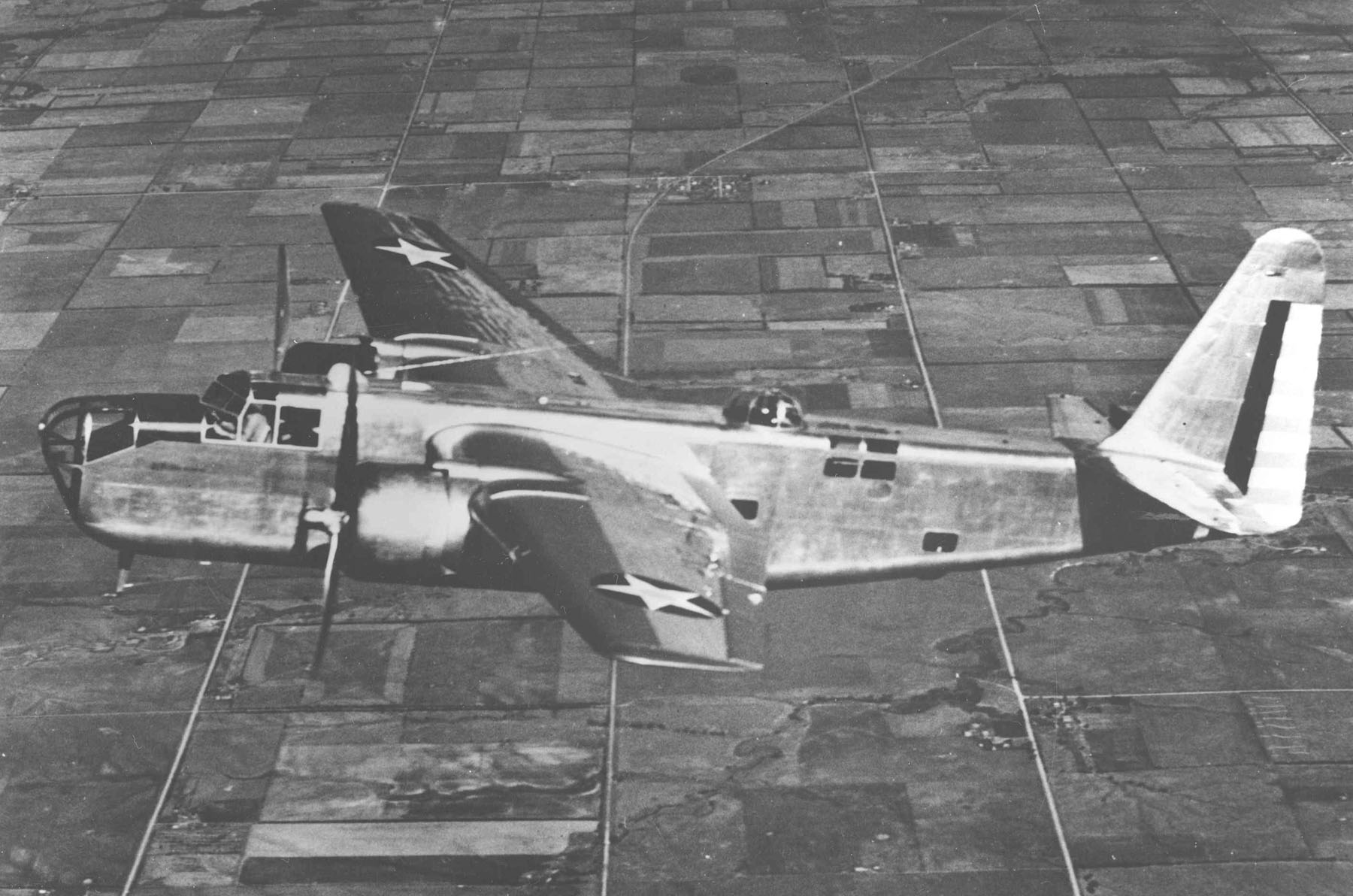
Przebudowany samolot z osobną kabiną pilota

Model X-100 został dostarczony do bazy USAAC Wright Field w kwietniu 1939, gdzie został zakupiony przez Armię i otrzymał oznaczenie X-21 (numer seryjny 40-141). W czasie oblatywania samolotu przez pilotów Armii był on krytykowany za nietypowy układ kokpitu pilota, który został oceniony jako niezadowalający i X-21 został zwrócony do zakładów Stearman-Boeing, gdzie został nieco przebudowany do standardowej konfiguracji z osobą kabiną pilota.
Ze wszystkich modeli zgłoszonych do konkursu Stearman miał najniższą prędkość maksymalną, a po ostatecznym anulowaniu konkursu (dowództwo USAAC zadecydowało o zamówieniu Douglasa A-20) zaprzestano dalszych prac rozwojowych nad tym samolotem.